# ウェズリー・パーソン
ウェズリー･パーソン（Wesley Lavon Person、1971年5月28日-）はアラバマ州ブラントリー出身のNBAの元バスケットボール選手。ポジションはG-F。兄チャック・パーソンも元NBA選手だった。身長198cm、体重90.7kg。

## 経歴
1991年のバスケットボールU-19世界選手権、1993年のバスケットボールU-21世界選手権にそれぞれ出場し優勝した。
オーバーン大学を卒業したパーソンは、1994年のNBAドラフトで全体23位指名を受けフェニックス・サンズに入団した。1年目から平均10.4得点と活躍し、オールルーキーセカンドチームに選ばれる。サンズでは年々成績を伸ばし、3年目には平均13.5得点をマークした。サンズでは3シーズンで240試合に出場し、平均12.2得点、3.4リバウンド、1.5アシスト、FG成功率45.8%、3ポイントシュート成功率40.7%の成績を残した。
1997年に、3チーム間のトレードでクリーブランド・キャバリアーズに移籍、5シーズン在籍した。
1997-98シーズンには、3ポイントシュート成功数でシーズントップとなった。
2001-2002シーズンは自己最高の平均15.7得点、3ポイントシュート成功率44%を記録した。オールスターのスリーポイントコンテストに出場した。プレドラグ・ストヤコヴィッチとは同点決勝までもつれる接戦の末、惜敗した。
キャバリアーズでは5シーズンで平均12.0得点、3.6リバウンド、2.0アシスト、FG成功率46.1%、3ポイントシュート成功率42.2%の成績を残した。
2002-03年シーズン前、ニック・アンダーソン、マット・バーンズとの交換でメンフィス・グリズリーズに移籍した。2002-03シーズンは平均は11.0得点、2.9リバウンド、1.7アシストの成績を残した。また、オールスターのスリーポイントコンテストでは、2年連続でストヤコヴィッチと同点決勝で対決したが、カラーボールが決められず惜敗した。
2003-04シーズンは、グリズリーズからの移籍まで平均5.2得点、1.1リバウンド、1.4アシストと成績が下降した。2003年12月3日、2004年のドラフト1巡指名権とともに、ボンジ・ウェルズとトレードされてポートランド・トレイルブレイザーズへ移籍した。ブレイザーズでは33試合に出場し、平均6.5得点、2.2リバウンド、1.2アシストの成績を残した。2004年2月9日、ラシード・ウォレスとともに、シャリーフ・アブドゥル＝ラヒーム、ダン・ディッカウ、テオ・ラトリフとのトレードでアトランタ・ホークスに移籍した。ホークスでは9試合い出場、平均4.4得点、2.8リバウンド、0.6アシストの成績であった。
フリーエージェントとなった彼は2004年8月11日、マイアミ・ヒートと契約を結んだ。ヒートでは自身最低の平均3.9得点、1.4リバウンド、0.7アシストにとどまり、2005年3月1日ウェイバーされた。2日後にデンバー・ナゲッツと契約、ナゲッツでは25試合に出場し、平均8.1得点、2.4リバウンド、1.1アシストの成績を残した。シーズン終了後、現役を引退した。
NBAでは11シーズンで先発454試合を含む733試合に出場、3ポイントシュート成功率41%、1試合平均28.3分出場し、11.2得点、3.3リバウンドの成績を残した。

## 人物
兄のチャックは、1984年から1986年まで3年連続でオーバーン大学をNCAAトーナメントに導き、4年次にはベスト8へ進出させたが、ウェズリーはトーナメント出場は果たせなかった。息子のウェズリー・パーソン・ジュニアは、2017年トロイ大学をNCAAトーナメントに14年ぶりに導いた。またサンベルト・カンファレンスのトーナメントでのMost Outstanding Playerに選ばれた。また1年次から61試合連続で3ポイントシュートを決めたが、これはカレッジバスケットボール史上最長の記録であった。 